# Rudolf Lewysohn

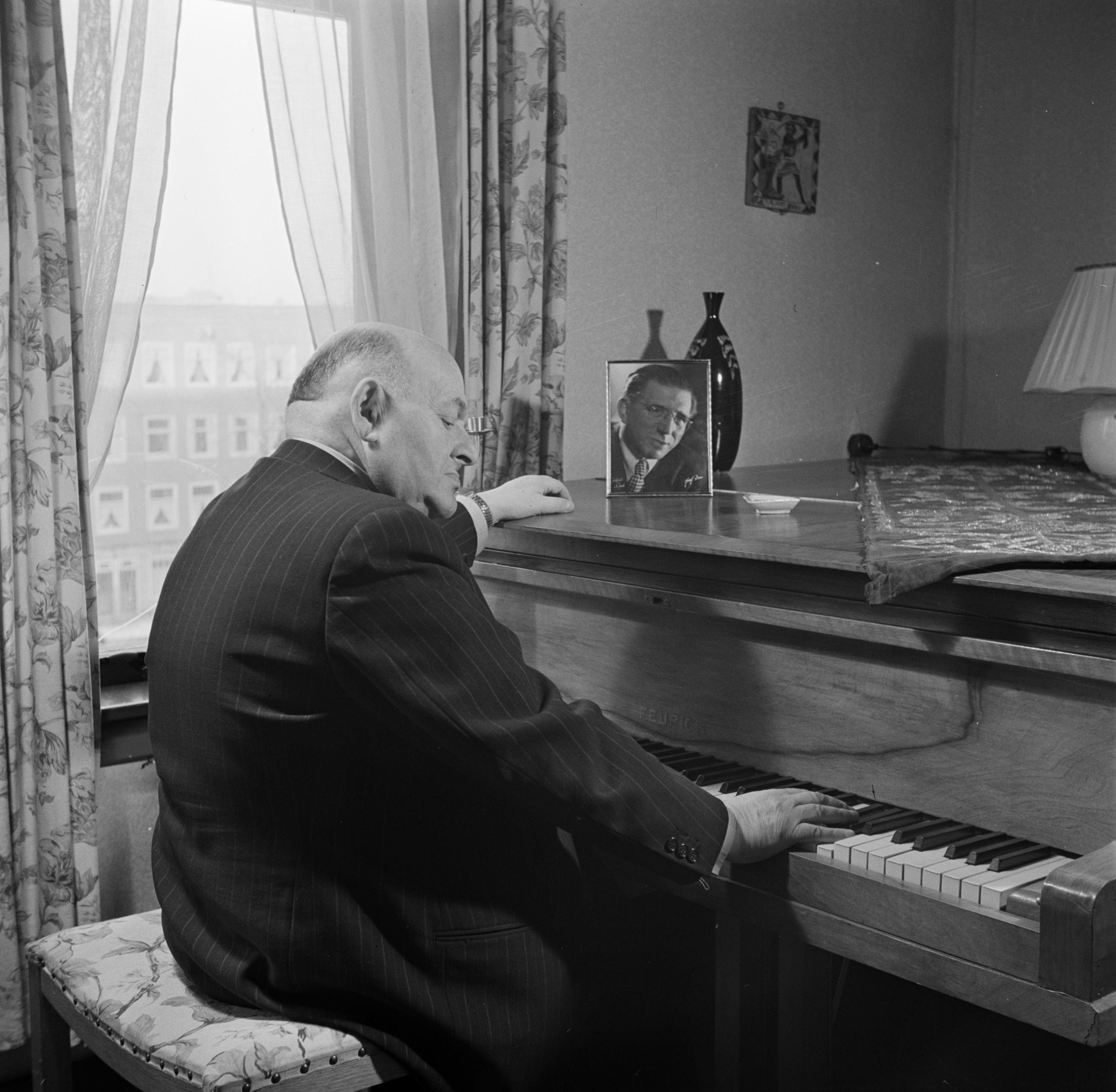
Rudolf Nelson

Rudolf Lewysohn, född 1878, död 1960, var en tysk kompositör. Han var även verksam under pseudonymerna Rud Nelson och Rudolf Nelson

## Filmmusik
- 1956 – Åsa-Nisse flyger i luften